# Anastasija Gubanova
Anastasija Vital'evna Gubanova (in georgiano ანასტასია გუბანოვა?, Anast'asia Gubanova; in russo Анастасия Витальевна Губанова?; Togliatti, 2 dicembre 2002) è una pattinatrice artistica su ghiaccio russa naturalizzata georgiana, specializzata nel singolo.
È la campionessa europea 2023. Ha vinto inoltre la medaglia d'oro al CS Golden Spin di Zagabria 2021 e la medaglia di bronzo del CS Finlandia Trophy 2022.
Precedentemente rappresentava la Russia, per la quale ha vinto la medaglia d'argento 2018 CS Golden Spin di Zagabria. A livello juniores è la medaglia d'argento 2016 Junior Grand Prix Final, la campionessa JGP Repubblica Ceca 2016 e la campionessa JGP Germania 2016.

## Vita privata
È nata il 2 dicembre 2002 a Togliatti, regione di Samara. Ha confermato pubblicamente di avere la cittadinanza georgiana nel 2021.

## Carriera

### Primi anni
Gubanova ha iniziato a pattinare nel 2006. Ha debuttato a livello internazionale nella categoria dei principianti avanzati nel novembre 2013, vincendo l'oro alla Coppa di Varsavia. Negli anni successivi ha vinto la Rooster Cup, il Gardena Spring Trophy e il NRW Trophy.

### Stagione 2016-17: debutto internazionale juniores
Il debutto internazionale junior di Gubanova è avvenuto alla competizione ISU Junior Grand Prix 2016-17 a Ostrava; ha vinto la medaglia d'oro con un margine di 0,08 sulla giapponese Rika Kihira, dopo essersi classificata seconda nel programma corto e prima nel pattino libero. Al JGP di Dresda si è classificata prima in entrambi i segmenti e ha superato la medaglia d'argento Yuna Shiraiwa di 17,91 punti.
Si è qualificata per la finale del JGP a Marsiglia, dove ha vinto l'argento con un nuovo record personale nel programma libero di 133,77 e con un totale di 194,07 punti, appena dietro la compagna di squadra Alina Zagitova.
Ai campionati russi 2017 si è classificata settima sia a livello senior che a livello juniores.

### Stagione 2017-18
Ai campionati russi 2018 era sesta a livello senior e quarta a livello juniores. Durante la stagione ha vinto due eventi internazionali juniores: la Cup of Nice 2017 e il Tallinn Trophy 2017.

### Stagione 2018-19: debutto internazionale senior
Alla fine di novembre debuttò a livello internazionale senior al CS Tallinn Trophy 2018, dove è arrivata quarta. Una settimana dopo al CS Golden Spin 2018 di Zagabria ha vinto la sua prima medaglia internazionale senior e Challenger Series (argento) con il miglior punteggio personale (198,6).

### Stagione 2019-20 e 2020-21
Decima ai campionati russi 2020, non ha gareggiato durante la stagione 2020-21 e nell'agosto del 2021 è stato annunciato che avrebbe continuato la carriera rappresentando la Georgia.

### Stagione 2021-22: debutto per la Georgia
Ha aperto la stagione 2021-22 al CS Finlandia Trophy 2021, il suo primo appuntamento internazionale dal 2018. Si è classificata quarta nel corto, segnando poco meno del suo record personale, ma è scesa al settimo posto nel libero e al quinto assoluto, nonostante i nuovi record personali sia per il libero che per il punteggio totale. Era iscritta alla CS Cup of Austria 2021 a novembre, ma si è ritirata dopo aver contratto il COVID-19.
Dopo essersi ripresa dalla malattia, seppur con polmoni danneggiati e difficoltà respiratorie, è tornata alle competizioni a dicembre al CS Golden Spin 2021 di Zagabria, dove ha ottenuto il suo primo titolo internazionale senior. Ha vinto il corto nonostante un errore nella trottola finale, ma è scesa al terzo posto nel programma libero. Tuttavia, il vantaggio acquisito nel corto è stato sufficiente per farla vincere davanti all'americana Amber Glenn e all'estone Niina Petrõkina.
Al debutto agli europei di Tallinn Gubanova si è classificata sesta nel programma corto. Dopo diversi errori nel libero è scesa al settimo posto assoluto, dichiarandosi comunque contenta dell'esperienza utile nella carriera.
È stata ufficialmente convocata nella nazionale georgiana per le Olimpiadi invernali del 2022 dalla Georgian Figure Skating Federation il 19 gennaio. Il 5 febbraio ha gareggiato nell'evento a squadre con un programma pulito e si è piazzata quarta nel segmento, guadagnando 7 punti per il punteggio combinato della squadra. Ma nonostante i 22 punti complessivi, pari alla squadra cinese prima del libero, il Team Georgia ha perso il tie-break e non è avanzato. Nel singolo femminile Gubanova si è classificata decima sia nel corto che nel libero, ma è arrivata undicesima assoluta.
I Mondiali del 2022 sono stati notevolmente influenzati dal divieto di partecipazione per i pattinatori russi a seguito dell'invasione dell'Ucraina. Gubanova si è piazzata sesta.

### Stagione 2022-23: campionessa europea
Al CS Finlandia Trophy 2022 ha vinto il bronzo, 7,95 punti dietro la medaglia d'argento sudcoreana Kim Chae-yeon. È stata quindi invitata a fare il suo debutto nel Grand Prix senior al MK John Wilson Trophy 2022. Era terza nel corto e, nonostante sia arrivata quinta nel libero, è rimasta terza assoluta e si detta felice del traguardo. Al Gran Premio di Espoo 2022 si è classificata settima.
Alla vigilia dei Campionati Europei 2023 era in lizza per il podio. Si è piazzata prima nel corto, superando la favorita Loena Hendrickx, la quale ha commeso altri errori nel libero, permettendo a Gubanova di vincere anche quel segmento e di conquistare la medaglia d'oro.
È il primo titolo di campionato ISU per un pattinatore georgiano.

## Record

### Punteggi record del mondo (storici)
Nota: a causa dell'introduzione del nuovo sistema +5 / -5 GOE (Grade of Execution) che ha sostituito il precedente sistema +3 / -3 GOE, ISU ha deciso che tutte le statistiche inizino da zero per la stagione 2018-19. Tutti i record precedenti sono ora storici.
| Storico programma libero femminile juniores | Storico programma libero femminile juniores | Storico programma libero femminile juniores | Storico programma libero femminile juniores                                                                       |
| Data                                        | Punto                                       | Evento                                      | Nota |
| ------------------------------------------- | ------------------------------------------- | ------------------------------------------- | --- |
| 8 ottobre 2016                              | 129.14                                      | 2016 JGP Germania                           | Gubanova ha battuto il record di Marin Honda risalente al settembre 2016.                                         |
| 9 dicembre 2016                             | 133,77                                      | Finale del Gran Premio Junior 2016-17       | Gubanova ha aggiornato il suo record di ottobre 2016. Nello stesso evento è stato poi superato da Alina Zagitova. |

- Gubanova è stata la prima donna juniores a ottenere un punteggio nel programma libero superiore a 130.

## Programmi

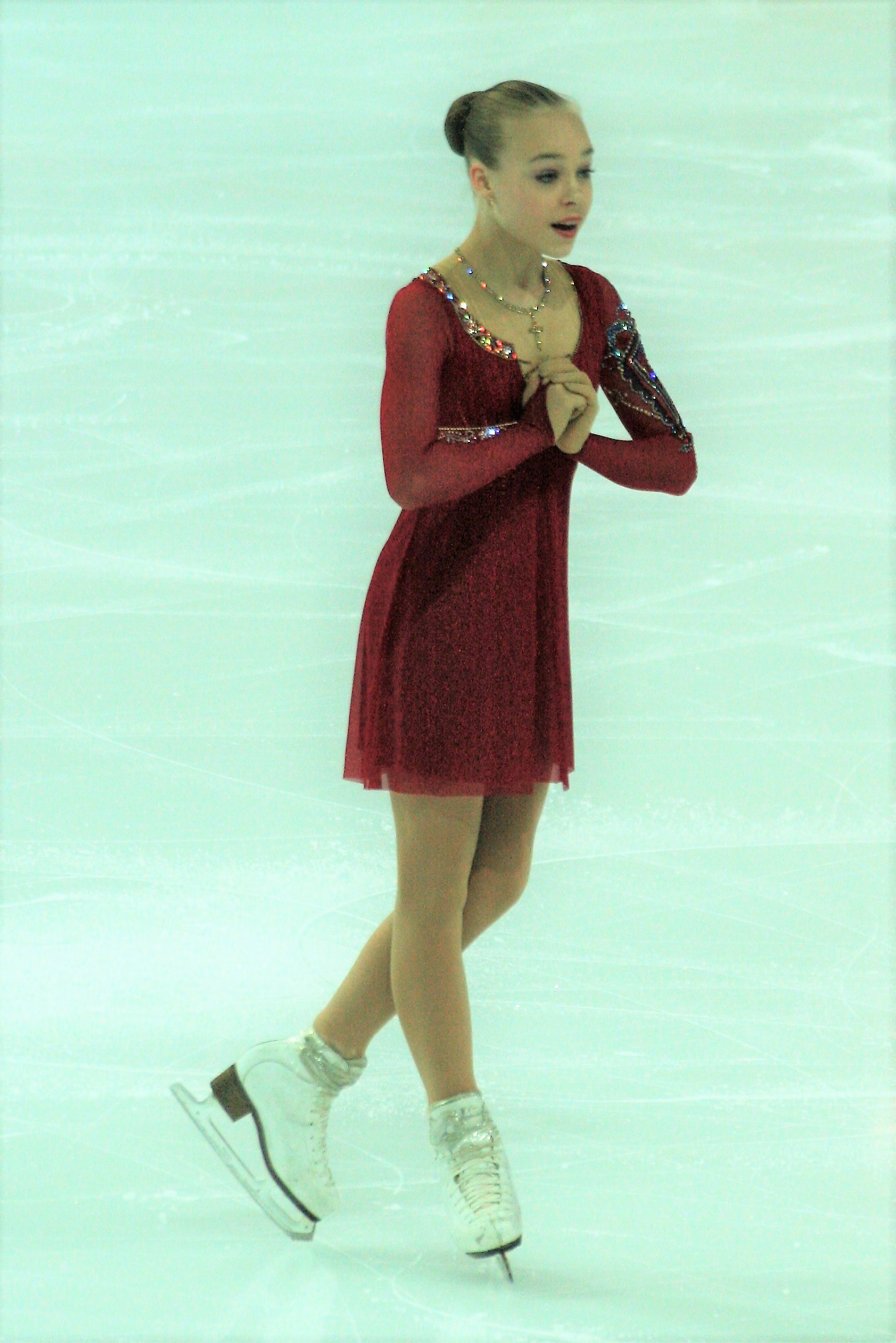
Gubanova alla finale del Junior Grand Prix 2016-17

| Stagione  | Programma corto | Programma libero | Esibizioni                                               |
| --------- | --- | --- | -------------------------------------------------------- |
| 2023-2024 | - Mojo di Claire Laffut coreografia di Olga Glinka e Valentin Molotov                                                                                  | - Caruso di Lucio Dalla eseguito da Lara Fabian coreografia di Olga Glinka, Valentin Molotov                                                                                         | - Barbie Girl di Aqua                                    |
| 2022-2023 | - Matrimonio a Istanbul - Historiette n. 5 di Fabrizio Paterlini coreografia di Alëna Leonova                                                          | - Latika's Theme - Ringa Ringa (da Slumdog Millionaire) di A. R. Rahman - Nagada Sang Dhol (da Goliyon Ki Raasleela Ram-Leela) di Sanjay Leela Bhansali coreografia di Alëna Leonova | - Barbie Girl di Aqua - Dangerous Woman di Ariana Grande |
| 2021-2022 | - Une vie d'amour eseguito da Mireille Mathieu coreografia di Alëna Leonova                                                                            | - Letters - Charms (da W.E.) di Abel Korzeniowski coreografia di Alëna Leonova | - Dangerous Woman di Ariana Grande                       |
| 2020-2021 | - I'll Take Care of You interpretata da Beth Hart e Joe Bonamassa coreografia di Olga Glinka e Valentin Molotov                                        | - Couple in a Café (da Diciassette momenti di primavera) di Mikael Tariverdiev coreografia di Olga Glinka e Valentin Molotov                                                         |                                                          |
| 2019-2020 | - I'll Take Care of You interpretata da Beth Hart e Joe Bonamassa coreografia di Olga Glinka e Valentin Molotov                                        | - Couple in a Café (da Diciassette momenti di primavera) di Mikael Tariverdiev coreografia di Olga Glinka e Valentin Molotov                                                         |                                                          |
| 2018-2019 | - Take Five di Dave Brubeck coreografia di Peter Tchernyshev                                                                                           | - Liebestraum di Franz Liszt coreografia di Tat'jana Tarasova e Nikita Mikhailov |                                                          |
| 2017-2018 | - Summertime di George Gershwin, DuBose Heyward e Ira Gershwin interpretata da Louis Armstrong e Ella Fitzgerald - Altalena di bottino di Parov Stelar | - A Solitary Woman - Table for Two - Wayward Sisters (da Nocturnal Animals) di Abel Korzeniowski                                                                                     |                                                          |
| 2016-2017 | - The Swan di Camille Saint-Saëns | - Romeo & Juliet di Abel Korzeniowski |                                                          |
| 2014-2015 | - Snowstorm di Georgi Sviridov | - Romeo & Juliet di Abel Korzeniowski |                                                          |
| 2013-2014 | - Samson et Dalila di Camille Saint-Saëns | - Luci della Ribalta di Charlie Chaplin |                                                          |
| 2012-2013 | - À Paris (Valzer) di Barimar | - Luci della Ribalta di Charlie Chaplin |                                                          |

## Risultati
CS: Challenger Series; JGP: Junior Grand Prix

### Per la Georgia
| Internazionali                                                    | Internazionali | Internazionali | Internazionali | Internazionali |
| Evento                                                            | 2021-22        | 2022-23        | 2023-24        | 2024-25        |
| ----------------------------------------------------------------- | -------------- | -------------- | -------------- | -------------- |
| Giochi olimpici invernali                                         | 11ª            |                |                |                |
| Campionati mondiali                                               | 6ª             | 14ª            | 13ª            | 28ª            |
| Campionati europei                                                | 6ª             | 1ª             | 2ª             | 2ª             |
| GP Cup of China                                                   |                |                |                | 8ª             |
| GP della Finlandia                                                |                | 7ª             |                |                |
| GP Trophée Eric Bompard                                           |                |                | 6ª             | 8ª             |
| GP NHK Trophy                                                     |                |                | 6ª             |                |
| GP John Wilson Trophy                                             |                | 3ª             |                |                |
| CS Coppa d'Austria                                                | R              |                |                |                |
| CS Denis Ten Memorial                                             |                |                |                | 1ª             |
| CS Finlandia Trophy                                               | 5ª             | 3ª             | 3ª             |                |
| CS Golden Spin                                                    | 1ª             |                |                |                |
| CS Lombardia Trophy                                               |                |                | 1ª             | 4ª             |
| CS Warsaw Cup                                                     | R              |                |                |                |
| Eventi a squadre                                                  |                |                |                |                |
| Olimpiadi                                                         | 6ª S 4ª P      |                |                |                |
| World Team Trophy                                                 |                |                |                | 6ª S 4ª P      |
| R = Ritirata P = Risultato personale; S = Risultato della squadra |                |                |                |                |

### Per la Russia
| Internazionale                      | Internazionale | Internazionale | Internazionale | Internazionale | Internazionale | Internazionale | Internazionale |
| Evento                              | 13-14          | 14-15          | 15-16          | 16-17          | 17-18          | 18-19          | 19-20          |
| ----------------------------------- | -------------- | -------------- | -------------- | -------------- | -------------- | -------------- | -------------- |
| CS Golden Spin                      |                |                |                |                |                | 2ª             |                |
| CS Tallinn Trophy                   |                |                |                |                |                | 4ª             |                |
| Triglaw Trophy                      |                |                |                |                |                | R              |                |
| Internazionale: Junior              |                |                |                |                |                |                |                |
| JGP Finale                          |                |                |                | 2ª             |                |                |                |
| JGP Austria                         |                |                |                |                | 4ª             |                |                |
| JGP Rep. Ceca                       |                |                |                | 1ª             |                |                |                |
| JGP Germania                        |                |                |                | 1ª             |                |                |                |
| Cup of Nice                         |                |                |                |                | 1ª             |                |                |
| Egna Trophy                         |                |                |                | 1ª             |                |                |                |
| Tallinn Trophy                      |                |                |                |                | 1ª             |                |                |
| Volvo Open Cup                      |                |                |                | 1ª             |                |                |                |
| Internazionale: esordiente avanzato |                |                |                |                |                |                |                |
| Gardena Trophy                      |                |                | 1ª             |                |                |                |                |
| NRW Trophy                          |                | 1ª             | 1ª             |                |                |                |                |
| Rooster Cup                         |                | 1ª             |                |                |                |                |                |
| Warsaw Cup                          | 1ª             |                |                |                |                |                |                |
| Nazionali                           |                |                |                |                |                |                |                |
| Campionati russi                    |                |                |                | 7ª             | 6ª             | 9ª             | 10ª            |
| Campionati russi junior             | 7ª             | 6ª             | 12ª            | 7ª             | 4ª             |                |                |
| Finale di Coppa di Russia           |                | 2ª J           | 6ª J           | 1ª J           | 2ª             | 5ª             | 2ª             |
| J = Juniores; R = Ritirata          |                |                |                |                |                |                |                |

## Risultati dettagliati

### Senior

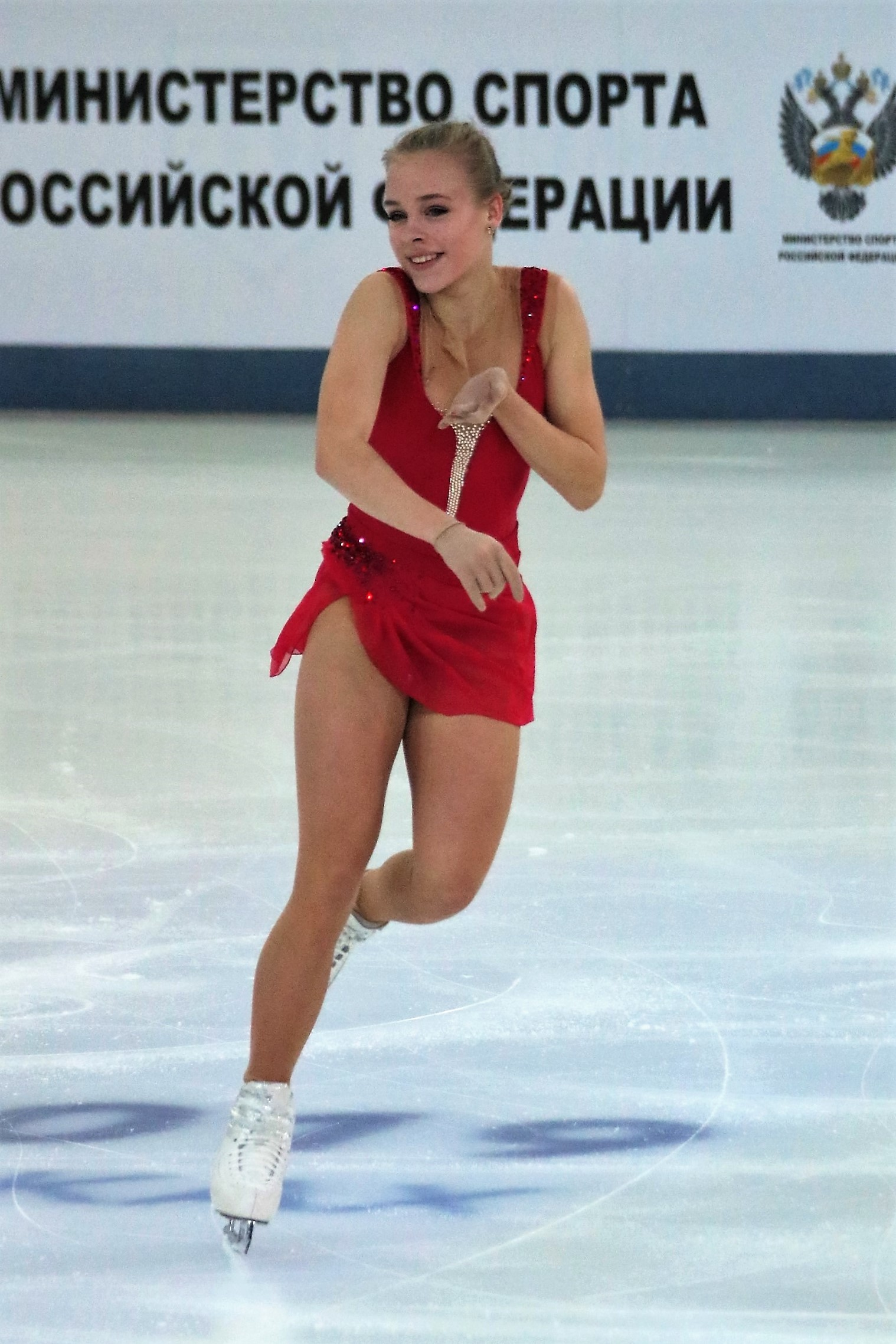
Gubanova ai Campionati Russi 2019.

Record personale evidenziato in grassetto .

#### Per la Georgia
| Stagione 2023-24    |                                             |          |           |           |
| Data                | Evento                                      | SP       | FS        | Totale    |
| 18-24 marzo 2024    | Campionati Mondiali 2024                    | 20 58.66 | 7 123.76  | 13 182.42 |
| 10-14 gennaio 2024  | Campionati Europei 2024                     | 3 68.96  | 2 137.59  | 2 206.52  |
| Stagione 2022-23    |                                             |          |           |           |
| Data                | Evento                                      | SP       | FS        | Totale    |
| 25-29 gennaio 2023  | Campionati Europei 2023                     | 1 69,81  | 1 130.10  | 1 199,91  |
| 25-27 novembre 2022 | Gran Premio di Espoo 2022                   | 9 56.03  | 8 110,54  | 7 166,57  |
| 11-13 novembre 2022 | Trofeo MK John Wilson 2022                  | 3 66,82  | 5 126.29  | 3 193.11  |
| 4-9 ottobre 2022    | Trofeo CS Finlandia 2022                    | 2 68.03  | 4 129,53  | 3 197,56  |
| Stagione 2021-22    |                                             |          |           |           |
| Data                | Evento                                      | sp       | FS        | Totale    |
| 21-27 marzo 2022    | Mondiali 2022                               | 14 62,59 | 5 134.02  | 6 196,61  |
| 15-17 febbraio 2022 | Olimpiadi invernali 2022                    | 10 65.40 | 10 135,58 | 11 200,98 |
| 4-7 febbraio 2022   | Olimpiadi invernali 2022 - Evento a squadre | 4 67,56  | —         | 6         |
| 10-16 gennaio 2022  | Campionati Europei 2022                     | 6 67.02  | 9 121.15  | 7 188.17  |
| 7-11 dicembre 2021  | 2021 CS Golden Spin di Zagabria             | 1 65,68  | 3 118,61  | 1 184.29  |
| 7-10 ottobre 2021   | Trofeo CS Finlandia 2021                    | 4 69,50  | 7 134.41  | 5 203.91  |

#### Per la Russia
| Stagione 2019-20              |                                                          |          |           |           |
| Data                          | Evento                                                   | SP       | FS        | Totale    |
| 18-22 febbraio 2020           | Finale della Coppa di Russia 2020 competizione nazionale | 2 72.13  | 2 136,68  | 2 208.81  |
| 24-29 dicembre 2019           | Campionati russi 2020                                    | 12 60,87 | 8 129.19  | 10 190.06 |
| Stagione 2018-19              |                                                          |          |           |           |
| Data                          | Evento                                                   | SP       | FS        | Totale    |
| 19-23 dicembre 2018           | Campionati russi 2019                                    | 8 70,54  | 11 133.22 | 9 203.76  |
| 5-8 dicembre 2018             | 2018 CS Golden Spin di Zagabria                          | 2 69,56  | 2 129.09  | 2 198,65  |
| 26 novembre - 2 dicembre 2018 | Trofeo CS Tallinn 2018                                   | 4 60.29  | 4 120.44  | 4 180,73  |

### Juniores

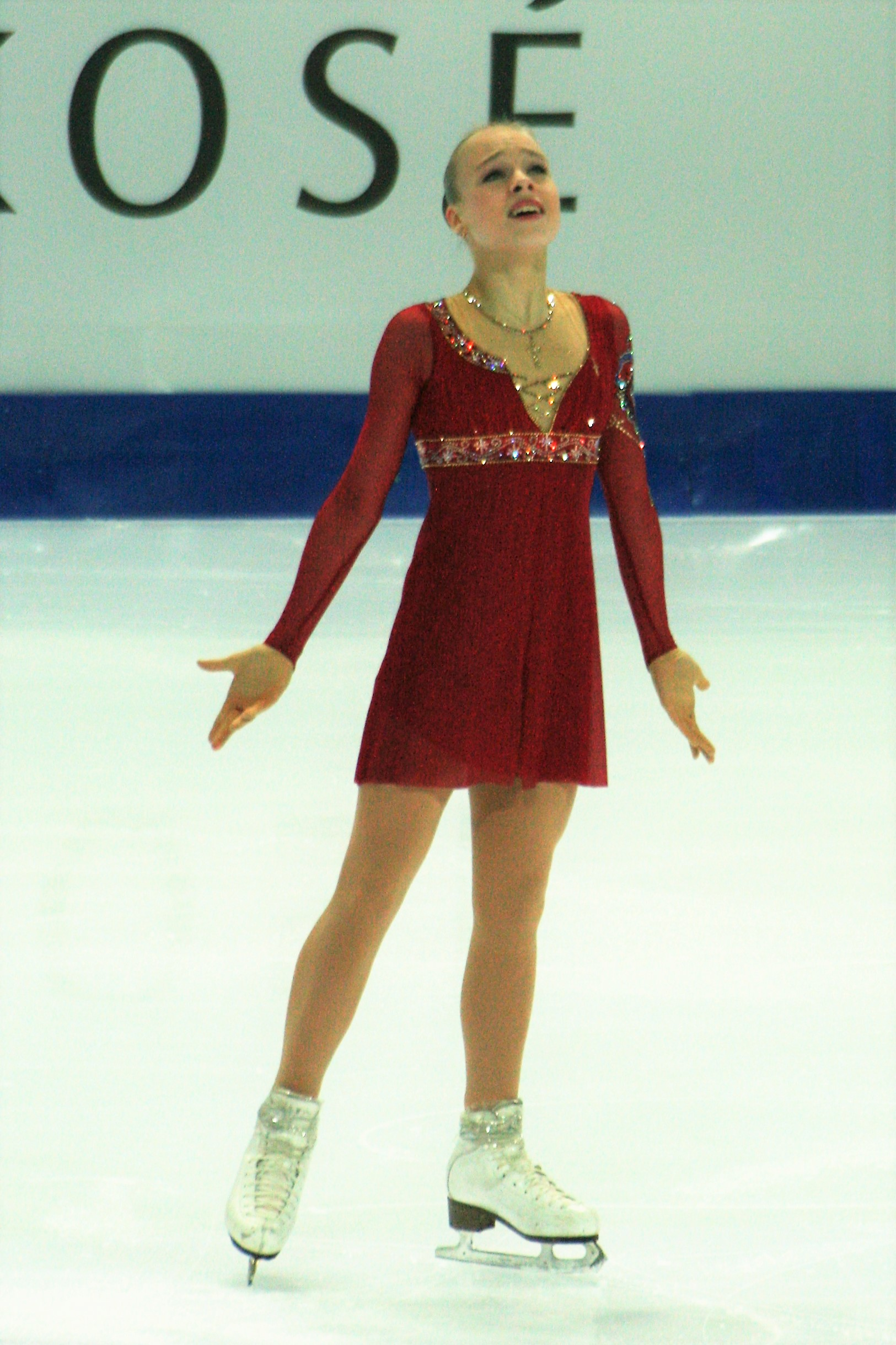
Gubanova alla finale del Junior Grand Prix 2016-17

Il precedente record del mondo ISU evidenziato in grassetto . Record personale evidenziato in grassetto .
| Stagione 2017-18           |                                   |            |          |          |           |
| Data                       | Evento                            | Livello    | SP       | FS       | Totale    |
| 23-26 gennaio 2018         | 2018 Russian Junior Championships | Junior     | 2 72.10  | 4 133.82 | 4 205.92  |
| 21-24 dicembre 2017        | 2018 Russian Championships        | Senior     | 5 71.69  | 5 134.91 | 6 206.60  |
| 21-26 novembre 2017        | 2017 Tallinn Trophy               | Junior     | 1 64.63  | 1 124.68 | 1 189.31  |
| 11-15 ottobre 2017         | 2017 Cup of Nice                  | Junior     | 1 63.28  | 1 125.02 | 1 188.30  |
| 31 agosto-2 settembre 2017 | 2017 JGP Austria                  | Junior     | 6 53.99  | 4 106.76 | 4 160.75  |
| Stagione 2016-17           |                                   |            |          |          |           |
| Data                       | Evento                            | Livello    | SP       | FS       | Totale    |
| 6-9 April 2017             | 2017 Egna Spring Trophy           | Junior     | 1 57.75  | 1 117.24 | 1 174.99  |
| 1-5 February 2017          | 2017 Russian Junior Championships | Junior     | 11 62.18 | 6 123.61 | 7 185.79  |
| 20-26 dicembre 2016        | 2017 Russian Championships        | Senior     | 10 63.34 | 6 133.92 | 7 197.26  |
| 8-11 dicembre 2016         | 2016−17 JGP Final                 | Junior     | 3 60.30  | 2 133.77 | 2 194.07  |
| 9-13 novembre 2016         | 2016 Volvo Open Cup               | Junior     | 1 65.96  | 1 125.22 | 1 191.18  |
| 6-8 ottobre 2016           | 2016 JGP Germany                  | Junior     | 1 65.43  | 1 129.14 | 1 194.57  |
| 1-4 settembre 2016         | 2016 JGP Czech Republic           | Junior     | 2 63.51  | 1 122.08 | 1 185.59  |
| Stagione 2015-16           |                                   |            |          |          |           |
| Date                       | Event                             | Level      | SP       | FS       | Total     |
| 15-17 aprile 2016          | 2016 Gardena Spring Trophy        | Novice     | 1 38.94  | 1 89.97  | 1 128.91  |
| 21-23 gennaio 2016         | 2016 Russian Junior Championships | Junior     | 9 60.26  | 16 96.47 | 12 156.73 |
| 24-29 novembre 2015        | 2015 NRW Trophy                   | Esordiente | 1 47.76  | 1 92.20  | 1 139.96  |
| Stagione 2014-15           |                                   |            |          |          |           |
| Date                       | Event                             | Level      | SP       | FS       | Total     |
| 23-26 aprile 2015          | 2015 Rooster Cup                  | Novice     | 1 48.23  | 1 92.29  | 1 140.52  |
| 4-7 febbraio 2015          | 2015 Russian Junior Championships | Junior     | 7 60.77  | 5 117.67 | 6 178.44  |
| 26-30 novembre 2014        | 2014 NRW Trophy                   | Esordiente | 1 43.71  | 1 77.25  | 1 120.96  |
| Stagione 2013-14           |                                   |            |          |          |           |
| Date                       | Event                             | Level      | SP       | FS       | Total     |
| 22-25 gennaio 2014         | 2014 Russian Junior Championships | Junior     | 9 58.75  | 7 114.96 | 7 173.71  |
| 13-17 novembre 2013        | 2013 Warsaw Cup                   | Esordiente | 2 36.05  | 1 74.11  | 1 110.16  |